# Natalija Tobias
Natalija Viktorivna Tobias, nata Sydorenko (in ucraino Наталія Вікторівна Тобіас?; Serov, 22 novembre 1980), è una mezzofondista e siepista ucraina.

## Palmarès
| Anno | Manifestazione   | Sede       | Evento       | Risultato  | Prestazione | Note                          |
| ---- | ---------------- | ---------- | ------------ | ---------- | ----------- | ----------------------------- |
| 1999 | Europei juniores | Riga       | 1500 m piani | 5ª         | 4'15"91     |                               |
| 2001 | Europei under 23 | Amsterdam  | 1500 m piani | 9ª         | 4'17"21     |                               |
| 2001 | Europei under 23 | Amsterdam  | 4x400 m      | Bronzo     | 3'34"16     |                               |
| 2001 | Universiadi      | Pechino    | 1500 m piani | 5ª         | 4'12"38     |                               |
| 2003 | Universiadi      | Taegu      | 1500 m piani | Oro        | 4'11"69     |                               |
| 2004 | Mondiali indoor  | Budapest   | 1500 m piani | 5ª         | 4'09"03     |                               |
| 2004 | Giochi olimpici  | Atene      | 1500 m piani | Semifinale | 4'07"55     |                               |
| 2006 | Mondiali indoor  | Mosca      | 1500 m piani | Batteria   | 4'15"55     |                               |
| 2006 | Europei          | Göteborg   | 1500 m piani | 7ª         | 4'02"71     | Miglior prestazione personale |
| 2007 | Europei indoor   | Birmingham | 1500 m piani | 6ª         | 4'09"62     |                               |
| 2007 | Mondiali         | Osaka      | 1500 m piani | 9ª         | 4'10"56     |                               |
| 2007 | Mondiali         | Osaka      | 3000 m siepi | Batteria   | 10'11"58    |                               |
| 2008 | Mondiali indoor  | Valencia   | 1500 m piani | Batteria   | 4'11"71     |                               |
| 2008 | Giochi olimpici  | Pechino    | 1500 m piani | Bronzo     | 4'01"78     | Miglior prestazione personale |
| 2011 | Europei indoor   | Parigi     | 1500 m piani | Batteria   | 4'16"67     |                               |
| 2011 | Europei indoor   | Parigi     | 3000 m piani | 5ª         | 9'02"94     | Miglior prestazione personale |
| 2011 | Mondiali         | Taegu      | 1500 m piani | dq         | dq          |                               |
| 2012 | Mondiali indoor  | Istanbul   | 1500 m piani | dq         | dq          |                               |